# Syzygium grijsii
Syzygium grijsii är en myrtenväxtart som först beskrevs av Henry Fletcher Hance, och fick sitt nu gällande namn av Elmer Drew Merrill och Lily May Perry. Syzygium grijsii ingår i släktet Syzygium och familjen myrtenväxter. Inga underarter finns listade i Catalogue of Life.